# Douglas Chirambo
Douglas Chirambo (* 22. April 1990 in Lilongwe; † 5. April 2015 in Blantyre) war ein malawischer Fußballspieler.

## Karriere

### Verein
Chirambo begann seine Karriere beim in Nchalo im Distrikt Thyolo ansässigen Verein Dwanga Sugar Corporation FC (DWASCO), bevor er 2008 bei den Big Bullets unterschrieb. Beim Verein aus Blantyre spielte er bis zu seinem Tod im April 2015.

### Nationalmannschaft
Chirambo spielte von 2008 bis 2014 in neun Länderspielen für sein Heimatland Malawi.

## Tod
Chirambo verstarb nach einjährigem Kampf gegen einen Hirntumor am 5. April 2015 im Queen Elizabeth Central Hospital in Blantyre. Am Tag darauf fand im Kamuzu Stadium in Blantyre die zentrale Trauerfeier seines Teams Big Bullets FC statt. Chirambo wurde am 7. April 2015 in Jodi Village im Distrikt Rumphi beigesetzt.